# مستعلقة بحرية
مستعلقة بحرية (الاسم العلمي:Planctomyces maris) هي نوع من البكتيريا تتبع جنس المستعلقة من فصيلة المستعلقات.